# Eslanda Robeson
Eslanda Robeson, dite Essie, née Eslanda Goode Cardozo le 15 décembre 1895 et morte le 13 décembre 1965, est anthropologue, militante pour les droits civiques, comédienne et agente artistique de Paul Robeson (son époux).

## Biographie
Eslanda Robeson est née Eslanda Goode Cardozo le 15 décembre 1895 à Washington,. Elle est la fille de — John Goode —, greffier et de son épouse, Eslanda Elbert Cardozo. Son grand-père paternel, Francis Lewis Cardozo, est le premier secrétaire d’État noir de Caroline du Sud. Par son père, elle est descendante d’une esclave d'origine africaine et d'un marchand juif.
Après la mort de son père en 1901 alors qu'elle a 5 ans, sa famille s'installe à New York.
En 1912, Eslanda Robeson et sa mère s'installent à Chicago. Eslanda Robeson s'inscrit à l'université de l'Illinois à Urbana, où elle étudie le chant et la chimie.
En 1916, elle poursuit ses études à l'institut de formation des enseignants de l'université Columbia à New York, dont elle obtient le diplôme.
Eslanda Robeson envisage une carrière de médecin au moment où elle rencontre Paul Robeson en 1919 à Columbia,. Ils se marient en 1921. Par la suite, elle est chimiste histologique à l’hôpital presbytérien de New York jusqu’en 1925, devenant la première personne afro-américaine à travailler dans l'établissement,. La même année, elle décide de devenir l’agente artistique de son mari — acteur et chanteur — à plein temps,.
Le 2 novembre 1927, elle met au monde leur unique enfant, Paul Robeson Jr.
Elle étudie la photographie à l'université de Londres en 1928. 
En 1933, elle commence des études de sciences politiques et économiques à la London School of Economics aux côtés de Bronislaw Malinowski.
En 1936, elle séjourne trois mois avec son fils en Afrique du Sud et en Afrique de l'Est sous étroite surveillance policière britannique. Elle réalise sa première enquête de terrain sur la culture du bétail en Ouganda. Durant ce voyage, elle écrit son journal de bord qui deviendra African Journey, publié en 1945 puis traduit en français en 2021 sous le titre Voyage africain. 
En 1938, elle se rend en Espagne, alors en proie à la guerre civile, pour soutenir le camp des républicains et plus particulièrement les Brigades internationales.
De retour à New York en 1939, les Goode Robeson luttent activement contre la ségrégation raciale au sein d'associations décoloniales. Ils créent le journal Freedom en 1950.
Durant le maccarthysme, les passeports du couple sont confisqués. Le 7 juillet 1953, elle est convoquée par la sous-commission permanente d'enquête du Sénat des États-Unis mais refuse de dénoncer des membres du parti communiste. Eslanda devient journaliste pour la revue New World Review.
En 1958, elle est déléguée au 8e congrès panafricain à Accra au Ghana.
Elle meurt à son retour de Russie le 13 décembre 1965 d’un cancer du sein.

## Engagements politiques
Eslanda Robeson est membre de la Ligue internationale des femmes pour la paix et la liberté.
Après la Seconde Guerre mondiale, elle soutient le Parti progressiste d'Henry Wallace et le maintien de la paix par l’Organisation des Nations unies.

## Filmographie
- 1930 : Borderline de Kenneth Macpherson
- 1937 : Jericho de Thornton Freeland
- 1938 : Big Fella de James Elder Wills